# Union County, North Carolina
Union County är ett administrativt område i delstaten North Carolina, USA, med 201 292 invånare.  Den administrativa huvudorten (county seat) är Monroe.

## Geografi
Enligt United States Census Bureau har countyt en total area på 1 657 km². 1 651 km² av den arean är land och 6 km² är vatten.

### Angränsande countyn
- Cabarrus County - norr
- Stanly County - nord-nordost
- Anson County - öster
- Chesterfield County, South Carolina - syd-sydöst
- Lancaster County, South Carolina - sydväst
- Mecklenburg County - nordväst

### Orter
- Lake Park
- Marvin
- Monroe (huvudort)
- Wesley Chapel